# Вугленосна провінція

Вузли та пояси вуглеутворення у середньому карбоні

Вуглено́сна прові́нція (рос. угленосная провинция, англ. coal-bearing province; нім. Kohlenprovinz f) — обширна суцільна або переривчаста площа вуглеутворення, яке протікало у схожих палеогеографічних умовах. Термін В.п. відображає масштабність і тривалість оптимального поєднання ландшафтно-кліматичних, фітологічних і тектонічних передумов.
Ареали поширення рослинних співтовариств (фітогеографічних провінцій) фіксували час вуглеутворення, а в поєднанні з тектонічним режимом, який зумовлював накопичення рослинного матеріалу і його поховання у надрах — місцеположення великих і дрібних вузлів вуглеутворення вугленосних формацій (вугільних басейнів і родовищ).
В Україні у результаті вуглеутворення сформувалися верхньопалеозойські — Донецька та Львівсько-Сілезька, нижньомезозойська Кримо-Кавказька, кайнозойська Українська вугленосна провінції (Дніпровський буровугільний басейн).